# 少年エスパーねじめ
『少年エスパーねじめ』（しょうねんエスパーねじめ）は、尾玉なみえによるの日本のギャグ漫画作品。2作の読切と1作の連載があり、このうち最初の読切1作はこおろぎあぽじ名義で発表されている。
同名の読切作品（後述）を元に『週刊少年ジャンプ』（集英社）誌上において、2002年13号から33号にかけて連載（20週で打ち切り）。
世界の秩序を乱そうとする暗黒エスパーとそれを阻止しようとする白エスパーとの闘いを軸として、白エスパーである響ねじめを主人公としたギャグ漫画作品である。前作『純情パイン』とは世界設定を共有しており、飯岡あん・森めめんとなどのキャラクターが再登場している。

## 登場人物

### 白エスパー
響 ねじめ（ひびき ねじめ）
主人公。暗黒エスパーを倒すため流浪中。「ソファーが欲しかった」という理由で、瀬川るきじの家に強引に居候する。「たりく・また」の掛け声とともに、体の一部で120度の角度を作ると、エスパー技「テレポート」を発動させることができる。また、必殺技としてＳ波（えすぱー）という、かめはめ波に類似した衝撃波を出すこともでき、建物の内部を透視する「フルオロスコピー」という技も使用できる。
すぱな
響ねじめをサポートする雌ネコ。人間に変身できる（変身時の姿は10代後半から20代くらい）。変身時には「カムカム…ミーノ」の掛け声とともに頭から多数の蚤を飛ばす技と、「グレグレグレートパイ」の掛け声とともに胸を巨乳にする技（本来は、ねじめとの関係が怪しくなった時に使用する）の2種類のエスパー技を披露した。
上目おろち（うわめ おろち）
念力５（第5話）から登場。普段は礼儀正しい常識人だが、キレやすい。通称「へび君」。以前ブラジルのコーヒー園で働いていたので畑仕事が好き。「臨・兵・闘・者・飲む・打つ・禅」と唱えながら九字を切ると多数の隕石を呼び寄せる「隕石落とし」というエスパー技が使用できる。
うーほー・がーる
エスパーが持つことができる「エスパロイド」というロボット。気に入ったものは何でもお腹の引き出しに入れる収納上手。

### 暗黒エスパー
世の中の秩序を乱し、混沌とした世界を成立させることを目的として暗躍するが、一般市民の生活にさほど影響のない活動しかしていない。
瀬川 るきじ（せがわ るきじ）
大人しく、常識的な小学生。ひょんなことから自宅に居座るようになったねじめとすぱなに、日々迷惑をかけられている。実は暗黒魔人シドイハの生まれ変わりだが、完全には覚醒しなかった。
志土 いは（しど いは）
るきじがねじめ達との付き合いで混沌とした感情を感じたことが原因で、無意識のうちに暗黒エスパーとして覚醒した姿。腕をねじり、捻挫したような状態にさせる残酷エスパー技「ぞうきん☆レッド」を使用する。
瀬川 あまにた
瀬川るきじの母親。常にウサギの被り物をしている。「イボイボ・テンテン・ムッシモル」という掛け声とともに被り物の耳を伸ばし、耳に挟んだ敵を生きたまま宇宙空間に放り出すエスパー技「ノビンガー」を使用する。
瀬川 かなびす
瀬川るきじの父親。ほぼ全裸で生活しているが、乳首を見られるのは恥ずかしいらしく、乳首に貼っているシールが無くなった時はずっと指で隠していた。
ボタン・ゼブラ
念力でボタンなどの物を押すことができるエスパー。自販機から望まれていない「おしるこ」を出したり、テレビのチャンネルを自分の見たい「ハッチポッチステーション」に勝手に変える、るきじの眼球を押し込もうとする等の活動をしたが、眼球を押し込もうとした念力を眼鏡ではね返され、最終的にはＳ波を受けて敗れた。松田優作似。
エチケットタイガー
「きもちん・よか!!!」の掛け声とともに手の先から鼻毛を伸ばすビームを出し、キスをしようとしている者の鼻毛を伸ばして邪魔をする。白エスパーであるねじめのテレポート技によって頭にリコーダーが刺さったるきじを見て、暗黒エスパーの存在について悩み、暗黒エスパーを廃業。故郷に戻って実家の農業を継ぎ、有機農法で成功する。
どくろ・サーカス
相性の悪い食べ物の組み合わせを落書きしていくエスパー。うーほー・がーるに収納されてしまい、殉職扱いに。その後、うーほー・がーるの引き出しから頭だけ登場した。
割差るがー （わるさ るがー）
日本のメガネを変えるために戦うエスパー。「メガネのヌーヴェルヴァーグ」を自称。眼鏡を巨大化させ、相手を潰すエスパー技を使用する。るきじに親切にされたことで、彼に恋心を抱く。
じゅん・劣吾 （じゅんれつご）
「ポンポコピーの　ポンポコな!!!」の掛け声とともに、ものが3つあるように見える錯覚を見せ、「100円で300円分のお菓子が買える混沌とした世界」の成立を目指すが、へび君によって首をねじられ、寝違えたような状態になった。
瞳 かわく（ひとみ かわく）
えすてるがねじめ・おろちの全裸を撮影する「漢撮影会」に出くわし、黒エスパーが「混沌」、白エスパーが「秩序」という構図に疑問を呈した。
うでポンパー
暗黒エスパー暗黒親衛隊。ねじめを倒して、親衛隊給食係への昇格を狙っている。右腕が注射器。ねじめのエス波で瞬殺された。
ぱとらっし
暗黒系のエスパー犬。前の飼い主に酷い仕打ちを受けたために人間を信じられない。ねじめとえすてるが飼い主に立候補した。その正体は犬に変身したかなびすだった。

### その他
練川 えすてる（ねりかわ えすてる）
ねじめ、るきじの通う学校のクラスメイト。ねじめが家の壁に立ち小便をするので、高枝バサミで「チョン切る」と宣言。家は超貧乏で、「おいも王国」を設立して大金持ちになるのが夢。
飯岡 あん（しゃりおか あん）
ねじめ・るきじの通う学校のクラスの担任。『純情パイン』にも登場している。
紅酢 しゃいろっく（べにす しゃいろっく）
意地悪な金持ち。えすてるに好意を寄せる。
校長
名徳小学校校長。執拗にねじめの入学を拒否する。ねじめが引き起こした「熱海インパクト」の被災者の一人だった。
森 めめんと（もり めめんと）
理科準備室で心臓発作を起こして死亡した女の子の幽霊。『純情パイン』にも登場している。

## 読切版
連載版の原型となった同名の読切作品が2作存在する。両作共に短編集『ロマンティック食堂』に収録。連載版と同じく全ての作品においてエスパーである響きねじめが主人公となっているが、その他の設定では異なる部分も多い。
『エクストラビージャン』 (EB) 版（角張って堅い編）
商業誌において『少年エスパーねじめ』のタイトルで最初に発表された作品。『エクストラ・ビージャン』1999年12月30日号にこおろぎあぽじ名義で掲載された。ねじめと練川えすてるが登場するが、人間関係などの設定には異なる点が多い。後の連載版と絵柄が大きく異なる。短編集『ロマンティック食堂』では「少年エスパーねじめ 〜角張って堅い編〜」として収録されている。
『週刊少年ジャンプ』 (WJ) 版（丸くやわらか編）
『週刊少年ジャンプ』2001年46号に掲載され、連載版の直接的な原型となった作品。へび・しゃいろっくが登場人物に加わり、それぞれの人物設定も連載版と近い物になっている。ただし、白エスパーと黒エスパーの対立構造や、るきじの存在はない。『ロマンティック食堂』には「少年エスパーねじめ 〜丸くやわらか編〜」として収録されている。

### 登場人物
響 ねじめ
両作で主人公。「WJ版」では性格等「連載版」に近い設定となっているが、「EB版」では超能力の使い方等異なる部分が多い。
練川 えすてる
両作でヒロインとして登場。
輝 あびぶ（てる あびぶ）
「EB版」に登場。クラス一の美男子。練川の笛をなめるのが趣味。
穴木 しおれ（あなき しおれ）
「WJ版」に登場。エスパーの少女。
コワルスキー
「WJ版」に登場。ねじめ・へび・しおれの先生。とても怖い。
上目 おろち・紅酢 しゃいろっく
「WJ版」に登場。「連載版」にほぼ設定を引き継いでいる。

## 書誌情報
いずれも著者は尾玉なみえ、発行は集英社。
- 『少年エスパーねじめ』〈ジャンプ・コミックス〉
  1. 2002年8月7日第1刷発行、ISBN 4-08-873302-9
  2. 2002年10月9日第1刷発行、ISBN 4-08-873328-2
- 『ロマンティック食堂 尾玉なみえ短編集1』〈ヤングジャンプ・コミックス・BJ〉
  1. 2005年10月24日第1刷発行、ISBN 4-08-876873-6
- 『少年エスパーねじめ〈完全版〉』〈シリウスKC〉
  1. 2014年3月7日第1刷発行、ISBN 978-4-06-376454-3